# 網膜
網膜（もうまく、英: retina）は、眼の構成要素の一つで、視覚細胞が面状に並んだ部分を指す。脊椎動物では通常、眼球の後ろ側の内壁を覆う薄い膜状の組織であり、神経細胞が規則的に並ぶ層構造をしている。視覚的な映像（光情報）を神経信号（電気信号）に変換する働きを持ち、視神経を通して脳中枢へと信号を伝達する。その働きからカメラのフィルムに例えられる。
脊椎動物の網膜では、目に入った光は網膜の奥（眼球の壁側）の視細胞層に存在する光受容細胞である視細胞（桿体および錐体）によって感受される。視細胞で光から神経信号へと変換され、その信号は網膜にある様々な神経細胞により複雑な処理を受け、最終的に網膜の表面（眼球の中心側）に存在する網膜神経節細胞から視神経を経て、脳中枢へ情報が伝えられる。
ビタミンA群（Vitamin A）はレチノイドと言われ、その代表的なレチノール（Retinol）の生理活性として網膜の保護が知られており、網膜の英語名である「retina」に由来して命名されている。

## ヒトの網膜
ヒトの成人の網膜は厚さ0.2-0.3mm、直径40mm前後である。網膜の中心部は視力に最も関係している部位であり、黄褐色に見えるため、黄斑部と呼ばれる。さらに黄斑の中央部は網膜が0.05mm程度と薄くすり鉢状に凹んでおり、中心窩と呼ばれる。
黄斑部の4-5mm内側には、網膜全体の神経線維が集まり眼球外へと出て行く視神経乳頭が存在している。
視神経乳頭には視細胞が存在していないため、この部位では物を見ることができない。いわゆる盲点（マリオット盲点）はこの部分に相当する。
網膜の辺縁はギザギザになっていて、鋸状縁と呼ばれる。
網膜の光感受性受容器である杆体（桿体）と錐体の分布は異なる。明るい光を受けて働き、明所視を司る錐体は中心窩に多く存在しており、その密度は中心窩から離れると速やかに減少する。中心窩は高密度の錐体の存在と同時に、それらの受容器同士での視覚情報の統合をあまり受けずに個別の視神経へ出力されることによって、ヒトの脳へ伝えられる画像の分解能が最も高くなっている。
一方、杆体は中心窩を取り巻くように網膜周辺部に多く存在し、暗い場所で働き、暗所視を司る。

## 脊椎動物の網膜構造

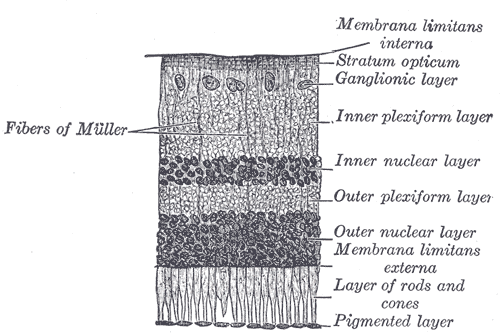
網膜の断面図

網膜は、組織学的に10層に分けることができる。外側から順に、網膜色素上皮層、視細胞層、外境界膜、外顆粒層、外網状層、内顆粒層、内網状層、神経節細胞層、神経繊維（線維）層、内境界膜である。外界から網膜に照射された光は、内境界膜側から網膜層を透過し、視細胞層にある錐体・杆体視細胞に到達する。
網膜には大別すると、視細胞（錐体、杆体）、双極細胞、水平細胞、アマクリン細胞、神経節細胞の5つの神経細胞が存在する。光は視細胞で電気信号に変換され、その信号（情報）はグルタミン酸を介して双極細胞と水平細胞に伝達される。双極細胞はアマクリン細胞や神経節細胞へとシナプス結合してグルタミン酸を放出し、神経節細胞の軸索が視神経として、外側膝状帯などを介して、大脳の視覚野に連絡している。
網膜外網状層で視細胞と双極細胞、水平細胞がシナプス結合しており、内網状層で双極細胞とアマクリン細胞、神経節細胞がシナプス形成をしている。外顆粒層には視細胞、内顆粒層には双極細胞、水平細胞、アマクリン細胞、神経節細胞層には神経節細胞の細胞体が位置する。

## 網膜における神経細胞

### 視細胞（杆体・錐体）

左が網膜表面。右に杆体細胞（棒状のもの）と錐体細胞（コーン状のもの）がある。

視細胞（photoreceptor）は網膜の視細胞層から外網状層にかけて存在し、光刺激を吸収して電気信号へと変換する役割を持つ。視細胞には、明所で機能する錐体（cone）と、暗所で機能する杆体（または桿体、rod）の2種類がある。錐体には光吸収の波長特性が異なるものが存在する。
錐体や杆体の外節と呼ばれる部分には視物質が蓄えられている。視物質は蛋白質オプシンにレチナールが結合した色素蛋白質で、オプシンのアミノ酸配列の違いにより吸収波長が異なる。錐体の持つオプシンとしては、異なるピーク波長に反応する4種類が知られる。
ヒトの錐体では、視物質として異なる蛋白質オプシンを持つ3種類の細胞がある。それぞれ吸収波長が異なっており、L錐体、M錐体、S錐体と呼ばれる。これら3種類の錐体の興奮の割合の違いを利用して色を区別している。この3種類の錐体の1個〜複数個の欠損または吸収波長の違いにより色覚異常が生じる。一方の杆体は視物質ロドプシンを持つ。杆体は1種類しかなく、色（波長）の違いを区別できない。
このような視物質は数段階の化学変化を経て、細胞膜のイオンチャネルを開閉させ、その結果、イオン電流が発生して緩やかな電位変化をもたらす。網膜の多くの神経細胞は、脳神経系などで見られる活動電位と呼ばれるスパイク状の電位変化とは異なり、緩やかな電位変化を発生する。
祖先型の脊椎動物は異なるピーク波長に反応する4種類（および杆体）を持つ4色型色覚であったと考えられる。現生の魚類、両生類、爬虫類、鳥類は進化の過程で各オプシンを失わず、現在でも4色型色覚を持つ。一方、哺乳類では、4タイプ錐体のうち2タイプの錐体細胞を失い、短波長に反応のピークを持つS錐体と長波長に反応のピークを持つL錐体の2錐体のみを保有するに至った。これは赤と緑を十分に区別できない色覚となる。この色覚が哺乳類の子孫に遺伝的に受け継がれることとなった。ヒトを含む旧世界の霊長類（狭鼻下目）の祖先は、約3000万年前、X染色体にL錐体から変異した緑を中心に感知する新たなタイプの錐体（M錐体）視物質の遺伝子が出現し、ヘテロ接合体の2本のX染色体を持つメスのみが3色型色覚を有するようになり、さらにヘテロ接合体のメスにおいて相同組換えによる遺伝子重複の変異が起こり、同一のX染色体上に2タイプの錐体視物質の遺伝子が保持されることとなり、X染色体を1本しか持たないオスも3色型色覚を有するようになった。これによって、第3の錐体細胞が「再生」された。3色型色覚は果実等の発見に有利だったと考えられる。
中心窩と呼ばれる部位には受容野が小さい錐体が数多く集まり、最も視力が高い領域を形成している。

### 水平細胞
水平細胞（horizontal cell）は、視細胞とシナプス結合をする神経細胞である。名前のとおり、網膜に水平に軸索が伸び、広い受容野を持つ。視細胞から双極細胞への信号伝達経路に対して水平細胞は抑制的に結合しており、視細胞の興奮活動の空間的な差異が双極細胞で強調されるように抑制的に働く。錐体と水平細胞は選択的なシナプス結合が形成されており、3原色信号を反対色信号に色情報を変換している。

## 医学

### 網膜の障害

#### 網膜振盪
網膜振盪（症）（英: concussion of retina、羅: commotio retinae）は、ベルリン混濁（英: Berlin's edema）、外傷性網膜浮腫（英: traumatic retinal edema）とも呼ばれ、前方から眼球に強い打撲が加わることにより生じる、眼底後極部における境界不鮮明な乳白色の一過性網膜浮腫をいう。打撲の程度によっては周辺部にも起こるが、通常は黄斑部、視神経乳頭周囲に現れる。
症状として視力の低下があるが、外傷後24時間を経過する頃から始まる浮腫の消退とともに次第に改善する。打撲の程度によっては一過性の浮腫にとどまらず組織損傷が進行して視力低下が回復しないことがあり、その場合には振盪壊死（英: concussion necrosis）という。

#### メタノール中毒
メタノール中毒による症状としては、目の網膜を損傷することによる失明がよく知られている。

#### 黒内障
眼球の機能には異常がないにもかかわらず、網膜が機能しないため重篤な視力障害または失明状態となる黒内障が知られている。遺伝的な原因のほか、網膜への栄養血管の栓塞によるものがある。

### 人工網膜
ブレイン・マシン・インターフェース（BMI）技術の一環として、眼鏡型などのカメラで撮影した画像情報を、側頭部に取り付けた装置や網膜近くに置いた電極チップで脳に伝える「人工網膜」が開発されている。

### フィクションの法医学における描写
網膜に見た光景が残るという考えはかつて法医学などの研究対象にもなっていたことから、リラダンが怪奇小説『クレール・ルノワール』（1867年）で初めて使用して以来、ミステリやSFなどのフィクション作品ではしばしば実際にある現象のように描かれることがある（例：『4匹の蝿』『永劫より』）。